# HMS Anson (1781)
HMS Anson (1781) — 64-пушечный линейный корабль 3 ранга Королевского флота Великобритании. Заказан 24 апреля 1773 года. Спущен на воду 4 сентября 1781 года на королевской верфи в Плимуте. Принадлежал к типу Intrepid сэра Джона Уильямса.

## Служба

### Американская революционная война
1781 — капитан Уильям Блэр (англ. William Blair). В декабре вошёл в эскадру сэра Джорджа Родни, назначением в Вест-Индию.
1782 — 12 апреля был при островах Всех Святых. Французы (вице-адмирал де Грасс) планировали вторжение на Ямайку. Британские фрегаты, следившие за Порт-Ройялом на Мартинике, донесли о выходе флота 8 апреля. Родни немедленно вышел и догнал французов 12-го. Когда французы заштилели и в их линии появились разрывы, Родни смог прорезать её в двух местах, с HMS Formidable, и пятью следующими за ним кораблями. В этом сражении были убиты шесть французских капитанов, но только два британских, включая капитана Блэра. Капитан HMS Resolution лорд Роберт Маннерс (англ. Robert Manners) был смертельно ранен.
С 8 декабря капитан Дж. Родни (англ. J. Rodney), назначением на Барбадос.

### Французские революционные войны
1794 — Чатем, срезан один дек, корабль превращён в 44-пушечный razée.
1798 — капитан Чарльз Дархэм (англ. Philip Calderwood Durham). 18 октября, совместно с HMS Kangaroo, захватил французский фрегат Loire несмотря на то, что ранее потерял бизань-мачту, грота-рей и все марса-реи при преследовании другой эскадры в районе Ирландии.
1799 — Вышел из Плимута 26 января, а 2 февраля, в совместно с HMS Ethalion, захватил французский корсар — куттер Boulonaise (14) из Дюнкерка, нарушавший судоходство в Северном море.
Куттер Bayonnaise, захваченный Anson и Ethalion в Бискае, прибыл в Плимут 9 февраля 1799 года. В прошлом это был таможенный куттер Swan. Его капитан Сансон (англ. Sanson), был убит примерно двумя годами ранее, когда куттер захватили французы у острова Уайт.
25 февраля Anson и HMS Phoenix пошли в Спитхед.
Anson время от времени принимал королевскую семью, когда она была в Уэймуте. 9 сентября капитан Дархэм устроил приём на борту для короля Георга III. В ходе вечера, когда прибыл посланец с депешами, короля не могли найти. Он оказался на нижней палубе в окружении команды корабля, и разговаривал со старым моряком.
1800 — 6 февраля вернулся в Плимут от берегов Франции для ремонта; вышел в новое крейсерство 23 февраля.
17 марта вышел из Портсмута и прошёл Канал, сопровождая конвой в Ост-Индию и Ботани-Бей, до 30 градуса с. ш.
10 апреля, к северо-западу от Канарских островов, Anson задержал торговый корабль Catherine & Anna капитана Спангера (нем. Spanger) следовавший в Гамбург из Батавии, с грузом кофе. Приз прибыл в Плимут 22-го. Ему был разрешён выход в море 16 апреля 1801, когда он был освобожден Адмиралтейским судом, после оплаты издержек. Он был вновь задержан у Эддистона фрегатом HMS Trent и отправлен назад.
Ещё один приз, Vainqueur, корсар в 14 пушек и 75 человек, взятый 27 апреля, когда шёл из Бордо на Сан-Доминго, прибыл в Плимут 4 мая. Он покинул Anson 30 апреля, когда тот вел огонь по французскому корсару La Brave, одному из четырёх вооружённых судов. Остальные были: Decidé, Guippe и Hardi, все по 18 пушек, четыре дня как из Бордо. После погони Anson захватил Hardi, остальным удалось уйти благодаря превосходству в ходе. La Brave потеряла от огня Anson 2 человек убитыми. Приз прибыл в Плимут 10 мая, на следующий день после того, как Anson вошёл в Плимут-саунд с 1200 письмами с ост-индского конвоя. Hardi, всего 33 дня как со стапеля, совершал свой первый поход. Anson покинул Плимут утром 10-го, чтобы доставить пленных в Портсмут.
Anson позже сопровождал конвой в Гибралтар и на Минорку, и стоял на якоре в Гибралтаре 27 июня, когда в проливе был замечен большой конвой противника, где-то 40 или 50 судов. Капитан Дархэм сразу выбрал якорь и бросился в погоню. Конвой защищали 25 канонерских лодок и береговые батареи, но с помощью двух лодок из Гибралтара 8 транспортов были захвачены, хотя один позже отбит.
Сопровождая конвой в Гибралтар, Anson сумел 29 июня отрезать две испанских канонерских лодки, беспокоившие конвой в течение нескольких дней. Gibraltar и Salvador имели по две 18-фунтовых пушки в носу и 8 других орудий, и команды по шестьдесят человек. Сначала они попытались уйти в Сеуту, но затем были вынуждены бежать под африканский берег, где наскочили на камни и были взяты, когда морские пехотинцы высадились на берег для поддержки своих шлюпок. Обнаружилось, что один из призов уже поджег пороховые фитили, ведущие к магазину.
8 июля Anson задержал Alert, направлявшийся в Бостон из Кадиса. Приз прибыл в Плимут 16-го.
1801 — капитан Дархэм перешёл на HMS Endymion, его сменил в марте капитан Какрафт (англ. W E Cacraft); был направлен в Канал, крейсировал из Портсмута.
1802 — Средиземное море; в ноябре прибыл с Мальты в Египет.

### Наполеоновские войны
1803 — тот же капитан, Мальта.
1805 — встал в ремонт в Портсмуте.
1806 — капитан Чарльз Лидьярд (англ. Charles Lydiard); утром 23 августа совместно с HMS Arethusa провел успешную атаку возле замка Морро, Куба. Был замечен испанский фрегат Pomone, пытавшийся попасть в Гавану, и капитан Arethusa Брисбен (англ. Brisbane) дал сигнал, что противника следует брать на абордаж. Но тот сорвал попытку, приведясь к ветру и укрывшись в пистолетном выстреле от замка, который имел шестнадцать 32-фунтовых пушек и прикрытие из 12 канонерских лодок с фронта. Британские корабли привелись в сторону противника, в то время как их паруса и такелаж страдали от огня канонерских лодок, и встали на якорь борт к борту с Pomone. После 35 минут общего боя испанский фрегат спустил флаг, три канонерские лодки взорвались и шесть были потоплены. Остальные были загнаны на берег. Лейтенант Парриш (англ. Parish) с Arethusa и лейтенант Салливан (англ. Sullivan) с Anson овладели призом.
От калёных ядер из замка на Arethusa начался пожар, которой удалось быстро потушить, но вскоре после этого в замке раздался сильнейший взрыв, и вся стрельба прекратилась. Pomone привезла монеты и товары из Санта-Крус, деньги были выгружены всего за десять минут до начала боя, но слитки и другие товары, оставшиеся на борту, были захвачены. Anson потерь не имел.

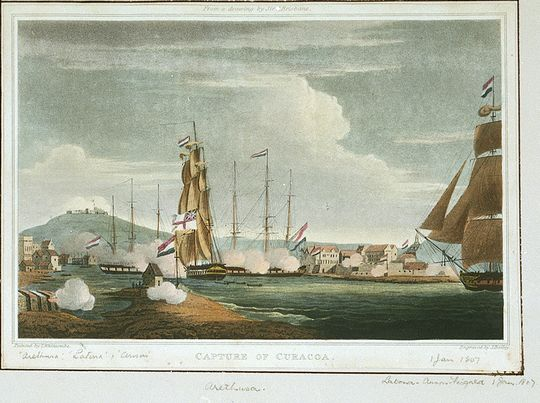
Оккупация Кюрасао; картина 1808 г.

15 сентября 1806 года, в 15 милях от Гаваны, Anson столкнулся с французским Foudroyant (84), под временным рангоутом. Предположив, что тот был поврежден в бою, капитан Лидьяр атаковал, но после часа боя обнаружил, что французский корабль пострадал только от погоды, и сохранил всю огневую мощь. Он был вынужден выйти из боя, потеряв 2 человек убитыми и 13 ранеными, его паруса и такелаж были сильно повреждены, и оба корабля быстро дрейфовали к берегу.
29 ноября 1806 Anson, Latona и Arethusa, под общим командованием капитана Брисбена, вышли из Порт-Ройял атаковать Кюрасао, но из-за неблагоприятных ветров и течений добрались до острова только 1 января. По пути к ним присоединился HMS Fisgard.
Линия капитана Брисбена, в сомкнутом строю, прошла береговые батареи и встала на якорь у порта, где находились голландские Hatslar (36), Surinam (22), а две большие шхуны стояли поперек входа, с промежутком всего 50 ярдов. После сильной перестрелки голландские корабли были взяты на абордаж, крепость и город Амстердам взяты штурмом, и через 4 часа в Форт-Републик был поднят британский флаг. На Anson 7 человек были ранены.

### Гибель

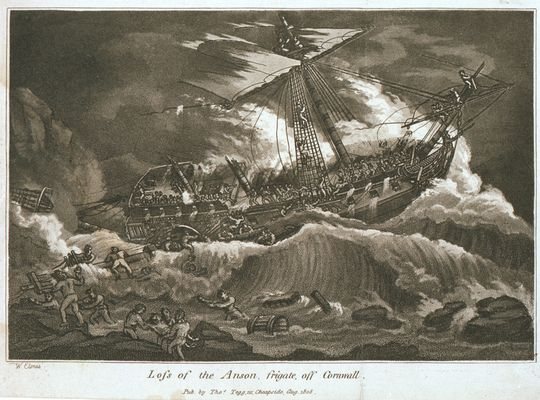
Крушение HMS Anson; гравюра 1808

Разбился у берегов Корнуолла 29 декабря 1807 года. Anson потерпел крушение на баре Ло (англ. Loe). Накануне он был снесен на подветренный берег штормом при попытке вернуться в Фалмут. Он отдал якорь, но когда около 8 часов утра якорный канат лопнул, корабль был выброшен на песок и вскоре разбит волнами. Шестьдесят человек погибли. Капитан Лидьяр был среди погибших, его тело было поднято из воды 1 января 1808 года и доставлено в Фалмут для захоронения.
Потеря Anson вызвала противоречивые настроения, из-за обращения с телами погибших, выброшенных на берег. В те времена было принято закапывать утопленников бесцеремонно, без савана или гроба, в неосвященной земле. Тела оставались непогребенными долгое время. Это подвигло местного стряпчего Томаса Гриллса (англ. Thomas Grylls) на проект нового закона, о более достойном обращении с утонувшимии моряками. Этот закон был представлен в Парламент Джоном Тремейном (англ. John Hearle Tremayne), членом Парламента от Корнуолла, и был принят как Закон о погребении утопленников 1808 года. Памятник утонувшим морякам, а также принятию закона Гриллса, стоит у входа в гавань Портлевен.
Свидетелем крушения стал Генри Тренграуз (англ. Trengrouse), житель Корнуолла. Расстроенный гибелью людей из-за трудности в подаче концов на терпящий бедствие корабль, он разработал метательное устройство для заброса линя через прибой на обломки, чтобы снимать уцелевших. Это был один из ранних образцов спасательных устройств.